# HD 20084
HD 20084，又名BD+84 59，SAO 550、HR 965，是一颗恒星，视星等为5.61，位于銀經126.5，銀緯23.2，其B1900.0坐标为赤經3h 8m 34.9s，赤緯+84° 23.2′ 27″。